# Hans Pruijm
Hans Pruijm (Meisenheim, ca. 1560-1565 - Utrecht, 17 april 1621) was een Nederlandse scherprechter. Hij was onder andere scherprechter (beul) van Utrecht van 1604 tot 1621.
Hans Pruijm (Pfraum, Prums, Praum, Praun[s]) werd geboren in Meisenheim (Hertogdom Palts-Zweibrücken) ca. 1560-1565, en was achtereenvolgens werkzaam als scherprechter te Montabaur in het keurvorstendom Trier (ca. 1592-1593), stadsscherprechter te Zutphen (1595-1604), stadsscherprechter te Utrecht en tevens scherprechter van het Hof van Utrecht (1604-1621). Zijn alias was 'veltscheerder (=barbier) van Bernevelt’.
Pruijm woonde te Zutphen in de ‘bodelstoren’ op de stadsmuur (1596-1604), en in Utrecht in de ‘Santstraet’ (1613-1621), waar hij op 17 april 1621 overleed. Zijn weduwe, Marichgen Gerrits (Geritsdr.), werd op 23 april 1632 (aangifte) begraven als ‘weduwe van Hans Pruijm in zijn leven Meester van de scherpensweerde’.

## Bekende executies
- Johan van Oldenbarnevelt